# Linda Ghisoni
Linda Ghisoni (Cortemaggiore, 1965) es una teóloga italiana, experta en derecho canónico y miembro de la Curia romana. Participó en la organización del Encuentro de obispos sobre la protección de los menores en la Iglesia.

## Biografía
Linda Ghisoni estudió teología católica en la Universidad de Tübingen y obtuvo un doctorado el 1999 en la Pontificia Universidad Gregoriana en Derecho canónico.  Fue admitida al Tribunal de la Rota Romana en 2002 como abogada y sirvió a las Cortes de la Curia como notaria, defensora, auditora y jueza. De 2003 a 2009 fue defensora del brazo matrimonial en la Rota. De 2013 a 2016 fue miembro del Consejo Pontificio para los Laicos y después profesora de derecho canónico a la Gregoriana y la Universidad de Roma III.
El Papa Francesc la nombró el 7 de noviembre de 2017 subsecretaria del Dicasterio para los Laicos, la Familia y la Vida. El 21 de abril de 2018, fue designada por el Papa consultora de la Congregación para la Doctrina de la Fe. Participó en la organización del Encuentro de obispos sobre la protección de los menores en la Iglesia.
En febrero de 2019 Ghisoni paraticipó en la reunión celebrada en el Vaticano sobre abusos a menores proponiendo algunas medidas para luchar contra la pederastia consideradas por analistas “algo más allá” que las escuchadas hasta el momento: pidió comisiones consultivas independientes (formadas por laicos y clérigos) para aconsejar y asistir a los obispos ante un caso de agresión sexual, o revisar la normativa del secreto pontificio, apoyando así la petición de las víctimas.
Linda Ghisoni está casada y es madre de dos hijos.